# Marc Bleuse
Pour les articles homonymes, voir Bleuse.
Marc Bleuse est un musicien français, compositeur et chef d'orchestre, né le 23 février 1937 à Niort.

## Biographie
Il a été l'élève de Simone Plé et d'André Jolivet au Conservatoire national supérieur de musique de Paris. Dès le début de sa carrière, ce compositeur se consacre essentiellement à la pédagogie.
Successivement professeur à la Ville de Paris, directeur de l'École Nationale de musique de Perpignan (période durant laquelle, dans les années 1970, il rencontre sa femme, la chanteuse Anne Fondeville), inspecteur général chargé de l'enseignement au Ministère de la Culture, il est nommé en janvier 1984 directeur du Conservatoire national supérieur de musique de Paris. Il est nommé directeur de la musique et de la danse au ministère de la culture et de la communication en septembre 1986, sur proposition de François Léotard. Il se retrouve ensuite à la tête du conservatoire à rayonnement régional de Toulouse en 1992 jusqu'en 2005. Il est aujourd'hui directeur du Centre d'études supérieures de musique et de danse de Toulouse à la retraite et continue d'œuvrer pour la reconnaissance nationale de ce cursus.
Sa femme et lui ont trois enfants musiciens : Emmanuel Bleuse (violoncelliste), Pierre Bleuse (violoniste et chef d'orchestre) et Jeanne Bleuse (pianiste).

## Œuvres

### Œuvres chorales et lyriques
Voix et piano
- 1989 : Mes voyages amoureux ;
- 1994 : Le clocher ivre ;
- 1994 : Marine[1] ;

Chœur
- 2012 : Psaume 30 (In te, Domine, speravi) ou « In manus tuas »[2] ;

### Œuvres liturgiques
- Hodie Christus natus est

### Œuvres pour orchestre
Concertos
- 1992 : Concerto pour violoncelle et orchestre ;
- 2005 : À l'ombre des souvenirs (concerto pour piano)[1] ;

### Musique de chambre
Quatuor
- 1995 : Quatuor à cordes[1] ;

### Opéra
- 2019 : L'annonce faite à Marie, d'après la pièce de théâtre homonyme de Paul Claudel[3] ;

## Décorations
- Officier de l'ordre national du Mérite
- Commandeur de l'ordre des Arts et des Lettres, de droit en tant que directeur de la musique et de la danse au ministère de la Culture (1986)[4]